# انيورين بارنارد
انيورين بارنارد (بالإنجليزية: Aneurin Barnard) (و. 1987 – م) هو ممثل من المملكة المتحدة . شارك في أفلام ومسلسلات من بينها الحقيقة بشأن إيمانويل و 1899.

## جوائز
حصل على جوائز منها:
- جائزة لورنس أوليفيه.

## روابط خارجية
- انيورين بارنارد على موقع IMDb (الإنجليزية)
- انيورين بارنارد على موقع ألو سيني (الفرنسية)
- انيورين بارنارد على موقع أول موفي (الإنجليزية)
- انيورين بارنارد على موقع قاعدة بيانات الفيلم (الإنجليزية)
- انيورين بارنارد على موقع كينوبويسك (الروسية)